# 于洋 (香港)
洋（1948年10月30日—），原名龚子超，香港男演員。於1970至1980年代曾擔任影視作品的男主角，又演出了多套受歡迎的電視劇集。1990年代復出後主要以甘草演員身份拍攝電視劇，為無綫基本藝人合約艺员，直至2020年離開。1970年代已經成為香港動作特技演員公會會員。其藝名「于洋」源自他首度擔任男主角的電影，《蕩寇灘》中的同名角色。

## 背景

### 早年生活
于洋生於香港，早年在中國內地生活，再隨父親移居九龍何文田窩打老道山。曾就讀聖公會諸聖中學，在校時基於從中國內地來港生活，英語水平較差，所以要留級一年而與藝人薛家燕成為相差一個年級的同學。他於校內積極參與校內田徑運動；既活躍於長跑、短跑、跳高及跳遠項目，又建立了玩西洋劍的基礎。

### 事業發展
他後來中學三年級畢業，在朋友說他有明星模樣（像演員金漢）的情況下，1968年報讀邵氏電影公司的南國實驗劇團第八期訓練班（同期同學有顏國樑），並在1970年出道。初為不諳武術的舞蹈演員，也非邵氏出身，是富國影業的基本合約演員。往後逐漸成為1970至1980年代當紅的電影演員。于在1972年演出電影《蕩寇灘》後嶄露頭角，而且跟隨來自泰國的香港龍虎武師方野學習泰拳，還兼學國術及空手道等武藝。喜歡旅遊的他於1974年曾合資經營「怡樂旅行社」生意。1974年開始向電影導演何藩學習拍攝電影。未幾於1975年因為想有觀眾認識自己而獲王天林推薦加入無綫電視；由王天林監製的《小婦人》是于參演的首部電視劇。當年，即1977年他與無綫電視有數年合約，在1978年期限屆滿前，他獲佳藝電視招攬成為藝員。然而由於當時身在加拿大的他未完成合約，所以跳槽一事作罷。而導演丁善璽亦曾邀請他到台灣發展。
此外，他於1977年已經跟妻兒移民多倫多且提早與無綫電視解約。在協助父親打理餐館生意的同時，暫停了香港的演藝事業，為時三年多至1981年重返香港影壇。此前於1976年與胞弟於美國開設餐廳。于洋一家早於1972年到加拿大定居，其時他打算給予自己一個機會留港發展而未有隨行。卻於1975年礙於與楊群鬧出片酬糾紛而一度萌生淡出娛樂圈的念頭。定居當地期間與胞弟花了數年時間經營一所的士高。及後，于洋出演過《相見好》、《相見好II》、《大報復》、《鬼咁夠运》等眾多脍炙人口的电视剧，其演技备受肯定。他之所以會在1980年代初重返電視台演出，源於周潤發和林嶺東眼見電視台不夠人手而向他提出建議。另外，于洋原獲電視台安排在1982年的台慶節目《星光熠熠勁爭輝》中，表演「三岔口」一字馬的環節。不過他不慎在綵排階段扭傷了大腿韌帶，結果需要退出。
1983年，他與無綫就演出數目方面談不合攏，以致沒有續約。亞洲電視一方則欲拉攏他加入其中，最終都沒有成事。遂回到多倫多打理家庭餐館生意。數月後，即1984年，于洋便來回新加坡及台灣兩地參與錄影帶的拍攝工作。直至1998年得到薛家燕邀請才復出接拍無綫经典连续剧《真情》；在剧中饰演「高山青」一角。自此他陸續為無綫拍攝劇集，演出的戲份亦開始增加。除了連續劇之外，于洋亦曾演出電視電影和參演綜藝節目。2020年10月離開無綫且在訪問中透露自己正在接拍內地深圳處境劇，2021年3月拍攝完畢會回加拿大陪伴妻子。

## 個人生活
于洋於1973年因拍攝電影《石破天驚》與薛家燕而成為密友。本來他計劃追求薛家燕，但是遭到女方父親薛沛球反對而未能結為一對。其後，他於1977年前往美國舉行婚禮，妻子婚前是一名秘書，二人婚後育有二子。

## 演出作品
*以下列表只記錄于洋演出過的劇集作品，若有遺漏，請協助補充相關資料。

### 電視劇（無綫電視）

#### 1970年代
| 年份   | 劇名                        | 角色                      |
| ------ | --------------------------- | ------------------------- |
| 1975年 | 愛情組曲                    |                           |
| 1975年 | 小婦人                      | 陳中元                    |
| 1975年 | 相見好                      | 歐陽子詢                  |
| 1976年 | 三年零八個月                | 劉光                      |
| 1976年 | C.I.D.                      | Sam（第4集） - （第13集） |
| 1976年 | 黃飛鴻                      | 鬼腳七                    |
| 1976年 | 家家有本難唸的經 - 為人子者 | 莫子賢                    |
| 1976年 | 相見好II                    | 歐陽子詢                  |
| 1976年 | 七女性 - 汪明荃             | 醫生                      |
| 1976年 | 狂潮                        | 徐振聲                    |
| 1977年 | 大報復                      | 韋文福                    |
| 1977年 | 家變                        | 廉署人員                  |

#### 1980年代
| 年份   | 劇名         | 角色     |
| ------ | ------------ | -------- |
| 1981年 | 未了情       | 林繼民   |
| 1981年 | 老虎甩鬚     | 曹杏村   |
| 1982年 | 福星高照     | 狄青     |
| 1982年 | 郎歸晚       | 王大志   |
| 1982年 | 七彩如來神掌 | 雲劍飛   |
| 1983年 | 鬼咁夠運     | 方正     |
| 1983年 | 歡樂長安     | 長安一號 |

#### 1990年代
| 年份   | 劇名 | 角色                                             |
| ------ | ---- | ------------------------------------------------ |
| 1998年 | 真情 | 高山青（腦科醫生，梁潤好第二任丈夫，1998年加入） |

#### 2000年代
| 年份   | 劇名               | 角色                                |
| ------ | ------------------ | ----------------------------------- |
| 2000年 | 緣份無邊界         | 簡福鈿                              |
| 2000年 | FM701              | 唐家明                              |
| 2000年 | 妙手仁心II         | 何守義                              |
| 2001年 | 美麗人生           | 郭宏基                              |
| 2001年 | 婚姻乏術           | 溫滔（於2006年播映）                |
| 2002年 | 情牽百子櫃         | 吳星                                |
| 2002年 | 皆大歡喜（古裝版） | 國師                                |
| 2003年 | 洗冤錄II           | 關萬福（第5、7-8、14-15集）         |
| 2003年 | 十萬噸情緣         | 方志忠                              |
| 2003年 | 金牌冰人           | 連庸（連百合之父）                  |
| 2003年 | 西關大少           | 曾國邦之父 (第25-28,30集)           |
| 2003年 | 皆大歡喜（時裝版） | 林善 （2003－2005年）               |
| 2003年 | 富豪海灣非凡情緣   | Aristotle                           |
| 2004年 | 青出於藍           | 方誌強（曾政良的姑丈）              |
| 2004年 | 金枝慾孽           | 愛新覺羅·顒琰（嘉慶皇帝）           |
| 2005年 | 識法代言人         | 馬sir                               |
| 2005年 | 御用闲人           | 爱新觉罗玄烨                        |
| 2006年 | 人生馬戲團         | 彭禮順                              |
| 2006年 | 法證先鋒           | 梁興隆                              |
| 2006年 | 刑事情報科         | 占恩強（Jimmy）（《情報週刊》老闆） |
| 2007年 | 溏心風暴           | Paul Leung                          |
| 2007年 | 天機算             | 葉俊（本姓柴，為後周後人）          |
| 2007年 | 強劍               | 范蒼洲                              |
| 2007年 | 舞動全城           | 鄭國權                              |
| 2008年 | 千謊百計           | 茅 貴/楊醫生（無綫劇集台首播）      |
| 2008年 | 秀才愛上兵         | 朱元璋                              |
| 2008年 | 甜言蜜語           | 高 明                               |
| 2008年 | 盛裝舞步愛作戰     | Kimmy爸爸                           |
| 2008年 | 法證先鋒II         | 梁興隆                              |
| 2008年 | 搜神傳             | 薊申                                |
| 2008年 | 少年四大名捕       | 宋徽宗                              |
| 2008年 | 珠光寶氣           | 宋世基                              |
| 2009年 | 宮心計             | 劉松柏                              |
| 2009年 | 美麗高解像         | 莊松泰                              |

#### 2010年代
| 年份   | 劇名                           | 角色                      |
| ------ | ------------------------------ | ------------------------- |
| 2010年 | 談情說案                       | 高兆天                    |
| 2010年 | 蒲松齡                         | 莊汝棟                    |
| 2010年 | 天天天晴                       | 石投瑜                    |
| 2010年 | 公主嫁到                       | 陳老闆                    |
| 2010年 | 讀心神探                       | 程兆康                    |
| 2010年 | 誘情轉駁                       | 成立仁                    |
| 2011年 | 隔離七日情                     | 徐福生（Peter）           |
| 2011年 | 誰家灶頭無煙火                 | 馬田                      |
| 2011年 | 點解阿Sir係阿Sir               | 古道洋                    |
| 2011年 | 潛行狙擊                       | 馮應駒                    |
| 2012年 | 當旺爸爸                       | 鍾爵士                    |
| 2012年 | 愛·回家 (第一輯) （2012-2016） | 刑楠（刑Sir）             |
| 2012年 | 心戰                           | 陳一奇（Steve）           |
| 2012年 | 衝呀！瘦薪兵團                 | Gilbert Chan              |
| 2012年 | 回到三國                       | 張大狀（第1集：Philip張） |
| 2012年 | 飛虎                           | 聶繼培（第10集）          |
| 2012年 | 怒火街頭2                      | 律師（第21集）            |
| 2012年 | 巴不得媽媽...                  | 林介典                    |
| 2012年 | 雷霆掃毒                       | 高立為                    |
| 2013年 | 法網狙擊                       | 龐生（第17集）            |
| 2013年 | 老表，你好嘢！                 | 金生水                    |
| 2013年 | 初五啟市錄                     | 歐陽坤                    |
| 2013年 | 戀愛星求人                     | 趙宏基                    |
| 2013年 | 心路GPS                        | 譚以力（Eric）            |
| 2013年 | 神探高倫布                     | 梁教授                    |
| 2013年 | 熟男有惑                       | 常拔冠（Champ）           |
| 2013年 | 師父·明白了                    | 胡老爺                    |
| 2013年 | 神鎗狙擊                       | 警務處處長（第3集）       |
| 2013年 | 巨輪                           | 卓一帆                    |
| 2013年 | 法外風雲                       | 朱永泰                    |
| 2013年 | 舌劍上的公堂                   | 裘清高                    |
| 2014年 | 新抱喜相逢                     | 連龍（阿Lung）            |
| 2014年 | 食為奴                         | 張廷玉                    |
| 2014年 | 我們的天空                     | 高八                      |
| 2015年 | 師奶MADAM                      | 花琛                      |
| 2015年 | 四個女仔三個BAR                | 法官                      |
| 2015年 | 倩女喜相逢                     | 寧丙寅                    |
| 2015年 | 天眼                           | 吳佐治                    |
| 2015年 | 無雙譜                         | 趙景禧                    |
| 2015年 | 梟雄                           | 黎國棟                    |
| 2015年 | 實習天使                       | 龍有生                    |
| 2016年 | 愛情食物鏈                     | 頭抽叔                    |
| 2016年 | 愛·回家 (第二輯)               | 刑楠（刑Sir）             |
| 2016年 | 廉政行動2016                   | 家儀父                    |
| 2016年 | 火線下的江湖大佬               | 余世文                    |
| 2016年 | 一屋老友記                     | 田教授                    |
| 2016年 | 為食神探                       | 馬福祥                    |
| 2016年 | 律政強人                       | 梁耀天 (YT)               |
| 2016年 | 愛·回家之八時入席              | 丁叔                      |
| 2016年 | 幕後玩家                       | Paul                      |
| 2016年 | 致命復活                       | 康文瀚                    |
| 2016年 | 巾帼枭雄之谍血长天             | 張來                      |
| 2017年 | 財神駕到                       | 玉帝                      |
| 2017年 | 親親我好媽                     | 袁茂                      |
| 2017年 | 我瞞結婚了                     | 陸永鏗                    |
| 2017年 | 與諜同謀                       | 黃柏川                    |
| 2017年 | 心理追兇 Mind Hunter           | 許志明                    |
| 2017年 | 超時空男臣                     | Charles                   |
| 2017年 | 雜警奇兵                       | 彭亨                      |
| 2018年 | 平安谷之詭谷傳說               | 陸金草                    |
| 2018年 | 溏心風暴3                      | 方醫生                    |
| 2018年 | 波士早晨                       | 包致祥                    |
| 2018年 | 翻生武林                       | 皇上                      |
| 2018年 | 果欄中的江湖大嫂               | 姚家祥                    |
| 2018年 | 天命                           | 紀曉嵐                    |
| 2018年 | 特技人                         | 姚昊榮                    |
| 2018年 | 是咁的，法官閣下               | 莫志文                    |
| 2018年 | 救妻同學會                     | 蕭昊                      |
| 2019年 | 廉政行動2019                   | 王朗                      |
| 2019年 | 白色強人                       | 陳堅成                    |
| 2019年 | 丫鬟大聯盟                     | 賈轍                      |

#### 2020年代
| 年份   | 劇名               | 角色                 |
| ------ | ------------------ | -------------------- |
| 2020年 | 十八年後的終極告白 | 鄧旭華               |
| 2020年 | 迷網               | 蕭富全               |
| 2020年 | 反黑路人甲         | 蔣定邦（蔣生，邦哥） |
| 2020年 | 過街英雄           | 唐樹根               |
| 2021年 | 一笑渡凡間         | 龐有道               |
| 2021年 | 七公主             | 福伯                 |
| 2021年 | 異搜店             | 阿才                 |
| 2022年 | 金宵大廈2          | 陳生力               |

### 電視劇（香港電台）
| 年份   | 劇名     | 角色     |
| ------ | -------- | -------- |
| 1984年 | 香江歲月 | 顧嬸姪兒 |

### 電視劇（中國大陸/其他）
| 年份   | 片名     | 角色   |
| ------ | -------- | ------ |
| 2003年 | 楚漢風雲 | 虞子期 |
| 2022年 | 家族榮耀 | 馬世宏 |
| 2023年 | 疊影狙擊 | 梁天齐 |

### 電視電影
- 2003年：懸案追兇　飾　馬教授

### 電影
- 1971年：拳擊
- 1971年：我為你痴迷
- 1972年：蕩寇灘　飾　于洋
- 1972年：硬漢
- 1972年：香港過客
- 1972年：黑名單　飾　趙英虎
- 1972年：惡客
- 1973年：除霸
- 1973年：石破天驚
- 1974年：海藍藍
- 1974年：香港屋簷下
- 1974年：蛇鼠一窩
- 1974年：空中少爺
- 1974年：出乎意料
- 1974年：狼狽為奸
- 1974年：陰陽界
- 1974年：翦翦風
- 1975年：鐵漢柔情　飾　建材
- 1975年：長髮姑娘　飾　白蘭士
- 1976年：官人我要
- 1976年：大懵成
- 1976年：少林寺拳法　飾　呉宗憲
- 1977年：走得快好世界
- 1977年：床上的故事
- 1977年：旋風踢
- 1978年：少林三十六房　飾　洪熙官
- 1978年：盲拳、怪招、神經刀
- 1982年：花劫
- 1982年：拖手仔
- 1983年：風水二十年
- 1984年：鬼馬神偷
- 1986年：初一十五　飾　陳菲臘
- 1988年：又見冤家
- 1998年：古惑仔情義篇之洪興十三妹
- 2000年：孤男寡女　飾　Roger父親
- 2000年：友情歲月之山雞故事　飾　于老闆
- 2001年：極速殭屍
- 2001年：買兇拍人　飾　Bart外父
- 2017年：原諒他77次　飾　張智思父親

### 綜藝節目
- 1982年：婦女新姿（小環節主持、無綫電視）[33]
- 2006年：週末猜情尋（中山雅居樂新城特約、無綫電視）
- 2017年：築·動·愛（第4集、無綫電視）

## 執導作品
- 1981年：亡命客

## 歌曲
- 1999年：賀年專輯《新春頌獻》（風行唱片公司發行）
  - 01.《新春頌獻》薛家燕/于洋/盧慶輝/彭子晴/苑瓊丹/譚倩紅/楊英偉/文潔雲
  - 03.《迎春花》薛家燕/于洋

## 廣告
- 2018年：永明製藥 神盾前腺常通

## 外部連結
- 于洋的新浪微博
- 于洋在香港影庫上的簡介
- 是否又在製造新聞 于洋楊羣錢銀爭執，華僑日報，1975年5月2日 （页面存档备份，存于）